# 王护
王护（?—?），东汉官员，官至尚书令。
王护在汉光武帝时担任尚书令，建武六年（30年）日食，冯衍上書八事：顯文德，褒武烈，修舊功，招俊傑，明好惡，簡法令，差秩祿，撫邊境。奏上之后，汉光武帝將要召見。之前冯衍担任狼孟县县長的时候，因罪惩罚大姓令狐略。这时，令狐略為司空長史，向尚書令王護、尚書周生豐进讒言：“冯衍想要求見皇帝，是要说你们的坏话。”王護等害怕，于是一起做手脚，冯衍不得入见汉光武帝。